# Hoplitis ilamana
Hoplitis ilamana är en biart som först beskrevs av Van der Zanden 1994.  Hoplitis ilamana ingår i släktet gnagbin, och familjen buksamlarbin. Inga underarter finns listade i Catalogue of Life.